# Кларксвил (Тенеси)
Кларксвил (на английски: Clarksville) е град в щата Тенеси, САЩ. Кларксвил е с население от 113 175 жители (2006 г.) и обща площ от 247,40 км² (95,50 мили²). Кларксвил е окръжен център на окръг Монтгомъри. Кларксвил е основан през 1785 г., а получава статут на град през 1808 г. 